# Rail Məlikov
Rail Nadiroğlu Məlikov (kurz Rail Malikov; * 18. Dezember 1985 in Baku) ist ein aserbaidschanischer ehemaliger Fußballspieler.

## Karriere

### Verein
Der 1,85 m große Abwehrspieler Məlikov ist dazu Kapitän der Vereinsmannschaft, wo er das Trikot mit der Nummer 2 trägt, und Angehöriger der aserbaidschanischen Fußballnationalmannschaft.
Beim FK Baku trat er von 2004 bis 2007 an und wechselte dann zu Neftçi Baku. 2010/11 wurde er mit Neftçi aserbaidschanischer Meister, was ihm mit dem FK Baku bereits 2006 gelungen war. Dazu wurde er 2005 mit FK Baku Pokalsieger.
Zur Saison 2012/13 wechselte er in die türkische TFF 1. Lig zu Denizlispor. Nach nur einer Saison wechselte er wieder zurück nach Aserbaidschan in die erste Liga zu FK Qəbələ.
In Gabala blieb er wiederum nur eine Spielzeit und wechselte zur Saison 2014/15 zurück zu Denizlispor.
Im Sommer 2015 wechselte er wiedermals zurück nach Aserbaidschan zum Erstligisten AZAL PFK Baku.

### Nationalmannschaft
Məlikov lief 2004 das erste Mal für die aserbaidschanische Fußballnationalmannschaft auf und bestritt bis 2012 insgesamt 35 Spiele.